# Angelo Capasso
Angelo Capasso (Roma, 1966) è un critico d'arte e saggista italiano, professore di Storia e Metodologia della critica artistica presso l'Accademia di belle arti di Carrara.

## Biografia

### Esordi e carriera nell'editoria d'arte
Angelo Capasso esordisce in ambito letterario con alcuni racconti pubblicati sulla rivista Babele. Esperimenti creativi in lingue diverse nella seconda metà degli anni '80. Esordisce con la critica d'arte con un testo su Blue del regista Derek Jarman, pubblicato prima sulla rivista Filmcritica (1993) e poi sull'edizione italiana rivista di Cahiers d'Art (1994), di cui diviene caporedattore e per cui scriverà fino all'anno della sua chiusura, nel 1996. Nello stesso anno inizia a collaborare con riviste diverse, tra cui le Segno e Tema celeste. Nel 1998 diventa corrispondente per le mostre di arte contemporanea italiana per Tate Etc. (all'epoca Tate, the art magazine), la rivista d'arte prodotta dall'associazione britannica Tate. Sempre nel contesto artistico londinese cura il progetto Absolut Cattelan, una collaborazione tra Maurizio Cattelan e Absolut Vodka.
Nel 1998 diventa direttore editoriale di RomArte (Roma). Dal 2007 al 2009, sempre a Roma, è co-direttore della Fondazione Volume!. Dal 2009, su incarico ricevuto dal Ministero degli Esteri, è nominato co-curatore della Collezione Farnesina Design, di cui è anche membro del Comitato Scientifico; per la Colleziona cura le mostre itineranti dedicate al design italiano dal titolo "Colore e calore per la Collezione Farnesina Design". Tra il 2006 e il 2009 è co-direttore, con Emanuela Nobile Mino, della Fondazione Volume!, una fondazione dedicata a progetti di arte contemporanea realizzati con modalità site-specific.

### Mostre collettive 1998-2006
Capasso realizza la sua prima mostra collettiva nel 1998 sul tema delle teorie di genere,“maestri/e” (con opere di artisti quali Flavio Favelli, Nan Goldin, Erwin Olaf e Andres Serrano) a Viterbo, in occasione del primo festival dedicato al teatro elisabettiano.
Nel 2000 cura a Roma la mostra-evento "Nottefonda", una mostra notturna con le opere di numerosi artisti tra cui Vettor Pisani, di cui Capasso curerà una serie di mostre: “Meglio un asino vivo che un artista morto” (Trevi Flash Art Museum, 2002), “Nostos, Nostalgia volo di ritorno” (Torre Guevara, Ischia, 2004) “Lady Madonna” (Fondazione Volume!, 2006).
Nel 2001 cura a San Benedetto del Tronto “ABO Le arti della critica”, una mostra sul critico Achille Bonito Oliva. In seguito collaborerà con Bonito Oliva per il convegno dedicato all'arte italiana nel contesto delle due edizioni del “Terzo Paradiso” di Michelangelo Pistoletto con Gianna Nannini, realizzate tra il 2006 e il 2008 prima a Mosca poi a Minsk.
Nel 2003 cura la mostra "Luoghi d'affezione passaggio-paesaggio" sull'arte contemporanea internazionale nel contesto della rassegna internazionale Europalia.Italia (durante la Presidenza Italiana del Parlamento Europeo). Tema della mostra sono gli artisti europei che hanno vissuto fuori dall’Italia e quelli che dall’estero invece hanno scelto scelto di operare in Italia.
In occasione della celebrazione dei 100 anni dalla nascita della CGIL, realizza la mostra “Capolavoro” (2006) al Palazzo di Primavera.

### Arte cinese contemporanea
Capasso è tra i critici italiani che più si sono dedicati alla nuova onda di arte cinese contemporanea. Nel 2008 progetta “Onda anomala”, una mostra a Trento sulle nuove avanguardie cinesi in collaborazione con la curatrice tedesca Martina Koppel-Yang. Viene successivamente invitato nel 2009 alla prima edizione del Forum on Chinese Contemporary Art, organizzato dall’Università di Chicago e la University of Beijing, dove propone l’idea di performatività (contrapposta alla tradizionale idea di performance) nell’arte. Nel 2011 cura la mostra dell'artista Xu Longsen al Palazzo della Civiltà Romana di Roma, dove la pittura di paesaggio Shan shui, di grandi dimensioni, viene giustapposta con la cultura dell’Impero romano.

## Opere
- Nottefonda. Rituali del buio, Edizioni ZowArt, Roma 2000
- ABO. Le arti della critica, Skira, Milano 2001
- AA. L’arte per l’arte, MME, Roma 2002
- Ombre e fantasmi, Monti, Roma 2004
- Collezione privata, Edizioni DMG, Roma 2006
- Opere d’arte a parole, Meltemi, Roma 2007
- Satoshi Hirose. Viaggio, Silvana Editoriale, Milano 2008
- L’orlo del vuoto. Vita arte e morte di Luigi Di Sarro, Skira, Milano 2008
- Sadiesfaction. Seduzione, Economia, Arte, DuePunti, Palermo 2011
- Naturans. Il paesaggio nell’arte contemporanea, Skira, Milano 2018
- Sortir Du Champ, Silvana Editoriale, Milano 2021
- Cosa dire. Manuale di critica d’arte, Grenelle, Potenza 2024